# Kalven (Grangärde socken, Dalarna)
Kalven är en sjö i Ludvika kommun i Dalarna och ingår i Norrströms huvudavrinningsområde.